# X Tour

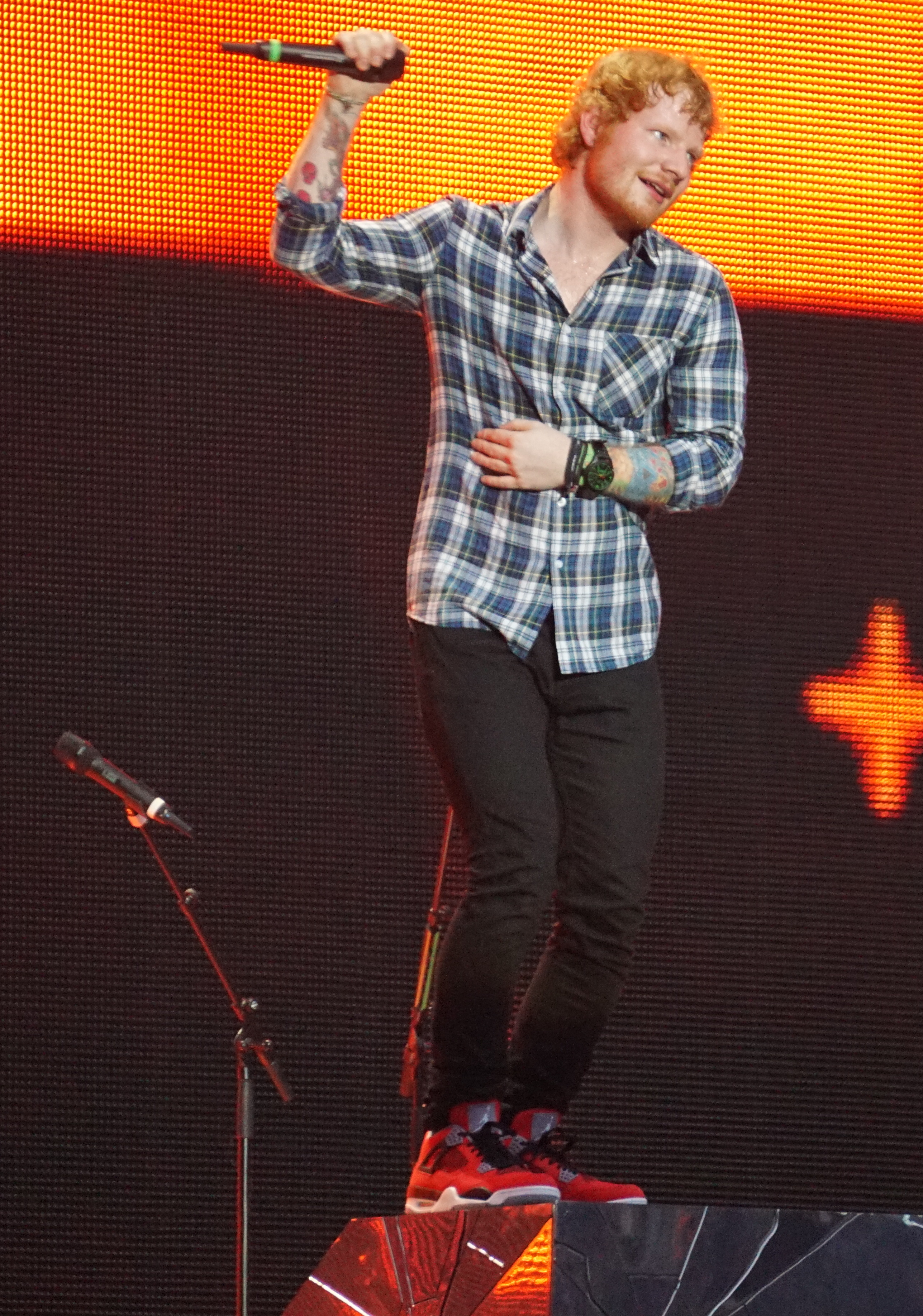
Ed Sheeran en Wembley

El X Tour es la segunda gira mundial del cantautor y músico inglés Ed Sheeran en apoyo de su segundo álbum x (2014). La gira comenzó en Osaka, Japón el 6 de agosto de 2014 y continuó por Europa, América, Oceanía y Asia, hasta diciembre de 2015, donde el tour terminará en Auckland. Hasta el momento, Sheeran ha planeado 179 espectáculos.

## Antecedentes y desarrollo
A lo largo de 2013, Sheeran apoyó a Taylor Swift en su gira americana Red Tour. También apareció en su sencillo "Everything Has Changed", que fue promovido en el Summertime Ball y en la final de Britain's Got Talent. Mientras esta gira, comenzó la grabación de su segundo álbum de estudio, x. El álbum fue precedido por el primer sencillo, "Sing", que alcanzó el número 1 en las listas de Reino Unido. El álbum, lanzado el 20 de junio de 2014, recibió elogios de la crítica, y Sheeran realizó una serie de festivales en 2014, incluyendo el Festival de Glastonbury, T in the Park y Southside Festival. El 14 de abril de 2014, después de una actuación en Saturday Night Live, Sheeran anunció su primera gira de conciertos fuera de Norteamérica.

## Actos de apertura
- Manuel Medrano (Colombia)[2]
- Antonio Lulic (Chile)[3]
- Tourista (Perú)[4]
- Foy Vance (Fechas selectas en Estados Unidos)[5]
- Conrad Sewell (Australia)[6]
- Jamie Lawson (Australia)[7]
- Rudimental (Norteamérica)

## Lista de canciones
| Ed Sheeran |
| --- |
| 1. «I'm a Mess» 2. «Lego House» 3. «Don't» 4. «Drunk» 5. «One» 6. «Take It Back» 7. «Bloodstream» 8. «Tenerife Sea» 9. «Little Bird» 10. «Photograph» 11. «Make It Rain» 12. «Thinking Out Loud» 13. «I See Fire» 14. «Give Me Love» 15. «You Need Me, I Don't Need You» 16. «Gold Rush» 17. «The A Team» 18. «Sing» |

## Grabaciones en vivo
Se conocieron varias grabaciones en vivo de recitales completos del X Tour, entre las que se destaca la presentación en el festival Rock in Rio USA 2015 en la ciudad de Las Vegas durante el Fin de Semana Pop junto a artistas como Taylor Swift, Echosmith e Ivete Sangalo.

### DVD
El DVD oficial de la gira, titulado Jumpers for Goalposts fue rodado en el Estadio de Wembley los días 10, 11 y 12 de julio de 2015 durante los conciertos que ofreció Sheeran con lleno completo en todas las fechas. El DVD hace parte de la reedición de su segundo álbum de estudio X (álbum de Ed Sheeran) titulada "X: Wembley Edition".

## Fechas
| Día                      | Ciudad              | País                   | Lugar                                      | Boletos                  | Ingreso     |      |
| Asia                     | Asia                | Asia                   | Asia                                       | Asia                     | Asia        | Asia |
| ------------------------ | ------------------- | ---------------------- | ------------------------------------------ | ------------------------ | ----------- | ---- |
| 6 de agosto de 2014      | Osaka               | Japón                  | Big Cat                                    | —                        | —           |      |
| 8 de agosto de 2014      | Tokio               | Japón                  | Studio Coast                               | —                        | —           |      |
| Europa                   |                     |                        |                                            |                          |             |      |
| 15 de agosto de 2014     | Hasselt             | Bélgica                | Kiewit                                     | Festival                 | Festival    |      |
| 16 de agosto de 2014     | Chelmsford          | Reino Unido            | Hylands Park                               | Festival                 | Festival    |      |
| 17 de agosto de 2014     | South Staffordshire | Reino Unido            | Weston Park                                | Festival                 | Festival    |      |
| Norteamérica             |                     |                        |                                            |                          |             |      |
| 21 de agosto de 2014     | Seattle             | Estados Unidos         | CenturyLink Field                          | 7 200 / 7 200 (100%)     | $404 362    |      |
| 23 de agosto de 2014     | Vancouver           | Canadá                 | Parque Stanley                             | 10 768 / 10 768 (100%)   | $565 895    |      |
| 26 de agosto de 2014     | San José            | Estados Unidos         | SAP Center                                 | 7 485 / 7 485 (100%)     | $423 475    |      |
| 27 de agosto de 2014     | Los Ángeles         | Estados Unidos         | Staples Center                             | —                        | —           |      |
| 29 de agosto de 2014     | Las Vegas           | Estados Unidos         | Chelsea Ballroom                           | 6 000 / 6 000 (100%)     | $237 415    |      |
| 30 de agosto de 2014     | Las Vegas           | Estados Unidos         | Chelsea Ballroom                           | 6 000 / 6 000 (100%)     | $237 415    |      |
| 31 de agosto de 2014     | Glendale            | Estados Unidos         | Glendale Arena                             | 8 918 / 8 918 (100%)     | $329 272    |      |
| 2 de septiembre de 2014  | Kansas City         | Estados Unidos         | Sprint Center                              | 5 514 / 5 514 (100%)     | $285 408    |      |
| 4 de septiembre de 2014  | Cleveland           | Estados Unidos         | Wolstein Center                            | 5 139 / 5 139 (100%)     | $272 367    |      |
| 6 de septiembre de 2014  | Columbia            | Estados Unidos         | Merriweather Post Pavilion                 | 11 563 / 11 563 (100%)   | $507 170    |      |
| 8 de septiembre de 2014  | Filadelfia          | Estados Unidos         | Wells Fargo Center                         | 10 723 / 10 723 (100%)   | $523 115    |      |
| 9 de septiembre de 2014  | Mansfield           | Estados Unidos         | Xfinity Center                             | 10 808 / 10 808 (100%)   | $545 623    |      |
| 11 de septiembre de 2014 | Charlotte           | Estados Unidos         | Time Warner Cable Arena                    | 6 533 / 6 533 (100%)     | $314 548    |      |
| 12 de septiembre de 2014 | Duluth              | Estados Unidos         | Arena at Gwinnett Center                   | 9 276 / 9 276 (100%)     | $475 402    |      |
| 13 de septiembre de 2014 | Nashville           | Estados Unidos         | Bridgestone Arena                          | 10 231 / 10 231 (100%)   | $569 296    |      |
| 15 de septiembre de 2014 | Minneapolis         | Estados Unidos         | Target Center                              | 7 369 / 7 369 (100%)     | $413 428    |      |
| 16 de septiembre de 2014 | Rosemont            | Estados Unidos         | Allstate Arena                             | 10 532 / 10 532 (100%)   | $532 328    |      |
| 17 de septiembre de 2014 | Auburn Hills        | Estados Unidos         | The Palace of Auburn Hills                 | 6 419 / 6 419 (100%)     | $340 873    |      |
| 18 de septiembre de 2014 | Toronto             | Canadá                 | Air Canada Centre                          | 14 156 / 14 156 (100%)   | $767 910    |      |
| 20 de septiembre de 2014 | Las Vegas           | Estados Unidos         | MGM Grand Garden Arena                     | Festival                 | Festival    |      |
| Europa                   |                     |                        |                                            |                          |             |      |
| 29 de septiembre de 2014 | Londres             | Reino Unido            | Roundhouse                                 | Festival                 | Festival    |      |
| 3 de octubre de 2014     | Dublín              | Irlanda                | 3Arena                                     | —                        | —           |      |
| 4 de octubre de 2014     | Dublín              | Irlanda                | 3Arena                                     | —                        | —           |      |
| 5 de octubre de 2014     | Dublín              | Irlanda                | 3Arena                                     | —                        | —           |      |
| 6 de octubre de 2014     | Dublín              | Irlanda                | 3Arena                                     | —                        | —           |      |
| 8 de octubre de 2014     | Belfast             | Irlanda                | Odyssey Arena                              | —                        | —           |      |
| 9 de octubre de 2014     | Belfast             | Irlanda                | Odyssey Arena                              | —                        | —           |      |
| 11 de octubre de 2014    | Leeds               | Reino Unido            | First Direct Arena                         | —                        | —           |      |
| 12 de octubre de 2014    | Londres             | Reino Unido            | The O2 Arena                               | 68 748 / 70 489 (98%)    | $4 011 080  |      |
| 13 de octubre de 2014    | Londres             | Reino Unido            | The O2 Arena                               | 68 748 / 70 489 (98%)    | $4 011 080  |      |
| 14 de octubre de 2014    | Londres             | Reino Unido            | The O2 Arena                               | 68 748 / 70 489 (98%)    | $4 011 080  |      |
| 15 de octubre de 2014    | Londres             | Reino Unido            | The O2 Arena                               | 68 748 / 70 489 (98%)    | $4 011 080  |      |
| 19 de octubre de 2014    | Birmingham          | Reino Unido            | National Exhibition Centre                 | —                        | —           |      |
| 20 de octubre de 2014    | Birmingham          | Reino Unido            | National Exhibition Centre                 | —                        | —           |      |
| 22 de octubre de 2014    | Nottingham          | Reino Unido            | Capital FM Arena                           | —                        | —           |      |
| 23 de octubre de 2014    | Nottingham          | Reino Unido            | Capital FM Arena                           | —                        | —           |      |
| 25 de octubre de 2014    | Newcastle           | Reino Unido            | Metro Radio Arena                          | —                        | —           |      |
| 27 de octubre de 2014    | Mánchester          | Reino Unido            | Manchester Evening News Arena              | 32 303 / 32 610 (99%)    | $1 688 860  |      |
| 28 de octubre de 2014    | Mánchester          | Reino Unido            | Manchester Evening News Arena              | 32 303 / 32 610 (99%)    | $1 688 860  |      |
| 30 de octubre de 2014    | Glasgow             | Reino Unido            | The Hydro                                  | —                        | —           |      |
| 31 de octubre de 2014    | Glasgow             | Reino Unido            | The Hydro                                  | —                        | —           |      |
| 4 de noviembre de 2014   | Ámsterdam           | Países Bajos           | Ziggo Dome                                 | —                        | —           |      |
| 4 de noviembre de 2014   | Bruselas            | Bélgica                | Forest National                            | 8 000 / 8 400 (95%)      | $299 784    |      |
| 5 de noviembre de 2014   | Düsseldorf          | Alemania               | ISS Dome                                   | 11 820 / 11 820 (100%)   | $414 299    |      |
| 6 de noviembre de 2014   | Hamburgo            | Alemania               | O2 World                                   | 12 121 / 12 303 (99%)    | $395 006    |      |
| 11 de noviembre de 2014  | Copenhague          | Dinamarca              | Forum Copenhagen                           | —                        | —           |      |
| 12 de noviembre de 2014  | Estocolmo           | Suecia                 | Globen Arena                               | 13 994 / 13 994 (100%)   | $604 594    |      |
| 14 de noviembre de 2014  | Berlín              | Alemania               | Pabellón Max Schmeling                     | 8 969 / 8 969 (100%)     | $313 251    |      |
| 16 de noviembre de 2014  | Stuttgart           | Alemania               | Porsche-Arena                              | 6 283 / 6 283 (100%)     | $226 940    |      |
| 17 de noviembre de 2014  | Múnich              | Alemania               | Olympiahalle                               | 12 084 / 12 084 (100%)   | $480 936    |      |
| 18 de noviembre de 2014  | Frankfurt           | Alemania               | Festhalle                                  | 11 739 / 11 739 (100%)   | $411 033    |      |
| 19 de noviembre de 2014  | Zúrich              | Suiza                  | Maag Halle                                 | —                        | —           |      |
| 20 de noviembre de 2014  | Milán               | Italia                 | Alcatraz                                   | —                        | —           |      |
| 22 de noviembre de 2014  | Lyon                | Francia                | Le Transbordeur                            | —                        | —           |      |
| 24 de noviembre de 2014  | Barcelona           | España                 | Palau Sant Jordi                           | —                        | —           |      |
| 26 de noviembre de 2014  | Madrid              | España                 | Barclaycard Center                         | —                        | —           |      |
| 27 de noviembre de 2014  | París               | Francia                | Bataclan                                   | —                        | —           |      |
| 28 de noviembre de 2014  | Newcastle           | Reino Unido            | Metro Radio Arena                          | Festival                 | Festival    |      |
| 29 de noviembre de 2014  | Birmingham          | Reino Unido            | LG Arena                                   | Festival                 | Festival    |      |
| Norteamérica             |                     |                        |                                            |                          |             |      |
| 4 de diciembre de 2014   | San Francisco       | Estados Unidos         | Nob Hill Masonic Center                    | —                        | —           |      |
| Europa                   |                     |                        |                                            |                          |             |      |
| 7 de diciembre de 2014   | Londres             | Reino Unido            | The O2 Arena                               | Festival                 | Festival    |      |
| 15 de diciembre de 2014  | Zugspitze           | Alemania               | Panorama Lounge                            | Festival                 | Festival    |      |
| 22 de enero de 2015      | Londres             | Reino Unido            | Broadcasting House                         | Festival                 | Festival    |      |
| 26 de enero de 2015      | Roma                | Italia                 | PalaLottomatica                            | —                        | —           |      |
| 27 de enero de 2015      | Milán               | Italia                 | Mediolanum Forum                           | —                        | —           |      |
| 28 de enero de 2015      | Zúrich              | Suiza                  | Hallenstadion                              | 13 000 / 13 000 (100%)   | $892 945    |      |
| 30 de enero de 2015      | Amnéville           | Francia                | Galaxie Amnéville                          | —                        | —           |      |
| 1 de febrero de 2015     | Clermont-Ferrand    | Francia                | Le Zénith                                  | —                        | —           |      |
| 2 de febrero de 2015     | París               | Francia                | Zénith de Paris                            | —                        | —           |      |
| 3 de febrero de 2015     | Nantes              | Francia                | Le Zénith                                  | —                        | —           |      |
| 12 de febrero de 2015    | Praga               | República Checa        | Tipsport Arena                             | —                        | —           |      |
| 13 de febrero de 2015    | Varsovia            | Polonia                | Torwar Hall                                | —                        | —           |      |
| 15 de febrero de 2015    | Vilna               | Lituania               | Siemens Arena                              | —                        | —           |      |
| 16 de febrero de 2015    | Riga                | Letonia                | Arena Riga                                 | —                        | —           |      |
| 17 de febrero de 2015    | Tallin              | Estonia                | Saku Suurhall                              | —                        | —           |      |
| Asia                     |                     |                        |                                            |                          |             |      |
| 27 de febrero de 2015    | Mascate             | Omán                   | Shangri-La's Barr Al Jissah Resort and Spa | —                        | —           |      |
| 1 de marzo de 2015       | Bombay              | India                  | Hipódromo de Mahalaxmi                     | —                        | —           |      |
| 3 de marzo de 2015       | Doha                | Catar                  | Centro Nacional de Convenciones de Catar   | —                        | —           |      |
| 5 de marzo de 2015       | Dubái               | Emiratos Árabes Unidos | Dubai Media City                           | —                        | —           |      |
| 7 de marzo de 2015       | Shanghái            | China                  | Mercedes-Benz Arena                        | 7 160 / 7 160 (100%)     | $610 589    |      |
| 8 de marzo de 2015       | Seúl                | Corea del Sur          | SK Olympic Handball Gymnasium              | 3 296 / 3 977 (83%)      | $402,518    |      |
| 10 de marzo de 2015      | Hong Kong           | Hong Kong              | AsiaWorld–Expo                             | 7 869 / 7 869 (100%)     | $678 550    |      |
| 12 de marzo de 2015      | Manila              | Filipinas              | Mall of Asia Arena                         | 10 408 / 10 408 (100%)   | $979 927    |      |
| 14 de marzo de 2015      | Singapur            | Singapur               | The Star Performing Arts Centre            | 4 985 / 4 985 (100%)     | $462 931    |      |
| 16 de marzo de 2015      | Kuala Lumpur        | Malasia                | Centro de Convenciones de Kuala Lumpur     | 4 694 / 4 694 (100%)     | $377 910    |      |
| Oceanía                  |                     |                        |                                            |                          |             |      |
| 20 de marzo de 2015      | Brisbane            | Australia              | Riverstage                                 | 27 928 / 27 928 (100%)   | $1 783 370  |      |
| 21 de marzo de 2015      | Brisbane            | Australia              | Riverstage                                 | 27 928 / 27 928 (100%)   | $1 783 370  |      |
| 22 de marzo de 2015      | Brisbane            | Australia              | Riverstage                                 | 27 928 / 27 928 (100%)   | $1 783 370  |      |
| 24 de marzo de 2015      | Sídney              | Australia              | Qantas Credit Union Arena                  | 36 545 / 36 545 (100%)   | $2 519 210  |      |
| 25 de marzo de 2015      | Sídney              | Australia              | Qantas Credit Union Arena                  | 36 545 / 36 545 (100%)   | $2 519 210  |      |
| 26 de marzo de 2015      | Sídney              | Australia              | Qantas Credit Union Arena                  | 36 545 / 36 545 (100%)   | $2 519 210  |      |
| 28 de marzo de 2015      | Melbourne           | Australia              | Rod Laver Arena                            | 40 108 / 40 108 (100%)   | $2 547 170  |      |
| 29 de marzo de 2015      | Melbourne           | Australia              | Rod Laver Arena                            | 40 108 / 40 108 (100%)   | $2 547 170  |      |
| 30 de marzo de 2015      | Melbourne           | Australia              | Rod Laver Arena                            | 40 108 / 40 108 (100%)   | $2 547 170  |      |
| 1 de abril de 2015       | Adelaida            | Australia              | Adelaide Entertainment Centre              | 18 318 / 18 318 (100%)   | $1 159 190  |      |
| 2 de abril de 2015       | Adelaida            | Australia              | Adelaide Entertainment Centre              | 18 318 / 18 318 (100%)   | $1 159 190  |      |
| 4 de abril de 2015       | Perth               | Australia              | Perth Arena                                | 29 692 / 29 692 (100%)   | $1 964 960  |      |
| 5 de abril de 2015       | Perth               | Australia              | Perth Arena                                | 29 692 / 29 692 (100%)   | $1 964 960  |      |
| 8 de abril de 2015       | Christchurch        | Nueva Zelanda          | Horncastle Arena                           | —                        | —           |      |
| 10 de abril de 2015      | Wellington          | Nueva Zelanda          | Arena TSB Bank                             | —                        | —           |      |
| 11 de abril de 2015      | Auckland            | Nueva Zelanda          | Vector Arena                               | —                        | —           |      |
| 12 de abril de 2015      | Auckland            | Nueva Zelanda          | Vector Arena                               | —                        | —           |      |
| Sudamérica               |                     |                        |                                            |                          |             |      |
| 19 de abril de 2015      | Bogotá              | Colombia               | Centro de Eventos Bima                     | 6 630 / 6 630 (100%)     | $521 902    |      |
| 21 de abril de 2015      | Lima                | Perú                   | Jockey Club del Perú                       | 11 649 / 11 649 (100%)   | $820 792    |      |
| 23 de abril de 2015      | Santiago            | Chile                  | Pista Atlética                             | 14 797 / 14 797 (100%)   | $770,746    |      |
| 25 de abril de 2015      | Buenos Aires        | Argentina              | Luna Park                                  | 15 884 / 15 884 (100%)   | $961 749    |      |
| 26 de abril de 2015      | Buenos Aires        | Argentina              | Luna Park                                  | 15 884 / 15 884 (100%)   | $961 749    |      |
| 28 de abril de 2015      | São Paulo           | Brasil                 | Espaço das Américas                        | 14 823 / 14 823 (100%)   | $912 765    |      |
| 29 de abril de 2015      | São Paulo           | Brasil                 | Espaço das Américas                        | 14 823 / 14 823 (100%)   | $912 765    |      |
| 30 de abril de 2015      | Río de Janeiro      | Brasil                 | Arena Multiuso de Río                      | 11 245 / 11 245 (100%)   | $739 028    |      |
| Norteamérica             |                     |                        |                                            |                          |             |      |
| 2 de mayo de 2015        | Nueva Orleans       | Estados Unidos         | Hipódromo Fair Grounds                     | Festival                 | Festival    |      |
| 3 de mayo de 2015        | Memphis             | Estados Unidos         | Tom Lee Park                               | Festival                 | Festival    |      |
| 6 de mayo de 2015        | Austin              | Estados Unidos         | Frank Erwin Center                         | 11 593 / 11 951 (97%)    | $683 306    |      |
| 7 de mayo de 2015        | Grand Prairie       | Estados Unidos         | Verizon Theatre at Grand Prairie           | —                        | —           |      |
| 9 de mayo de 2015        | Tulsa               | Estados Unidos         | BOK Center                                 | 12 230 / 12 230 (100%)   | $681 958    |      |
| 10 de mayo de 2015       | San Luis            | Estados Unidos         | Scottrade Center                           | —                        | —           |      |
| 12 de mayo de 2015       | Pittsburgh          | Estados Unidos         | Consol Energy Center                       | 13 389 / 13 389 (100%)   | $754 355    |      |
| 13 de mayo de 2015       | Albany              | Estados Unidos         | Times Union Center                         | 11 022 / 12 935 (85%)    | $654 538    |      |
| 19 de mayo de 2015       | Salt Lake City      | Estados Unidos         | EnergySolutions Arena                      | —                        | —           |      |
| 23 de mayo de 2015       | Uncasville          | Estados Unidos         | Mohegan Sun Arena                          | 7 090 / 7 090 (100%)     | $464 890    |      |
| 24 de mayo de 2015       | Bangor              | Estados Unidos         | Darling's Waterfront Pavilion              | —                        | —           |      |
| 26 de mayo de 2015       | Filadelfia          | Estados Unidos         | Mann Center for the Performing Arts        | —                        | —           |      |
| 28 de mayo de 2015       | New York            | Estados Unidos         | West Side Tennis Club                      | 26 214 / 26 214 (100%)   | $1,785,832  |      |
| 29 de mayo de 2015       | New York            | Estados Unidos         | West Side Tennis Club                      | 26 214 / 26 214 (100%)   | $1,785,832  |      |
| 30 de mayo de 2015       | Newark              | Estados Unidos         | Prudential Center                          | —                        | —           |      |
| 31 de mayo de 2015       | Brooklyn            | Estados Unidos         | Barclays Center                            | 14 341 / 14 341 (100%)   | $1 083 905  |      |
| 2 de junio de 2015       | Montreal            | Canadá                 | Centre Bell                                | —                        | —           |      |
| 3 de junio de 2015       | Ottawa              | Canadá                 | Canadian Tire Centre                       | —                        | —           |      |
| 5 de junio de 2015       | London              | Canadá                 | Budweiser Gardens                          | 9 003 / 9 003 (100%)     | $542 962    |      |
| 6 de junio de 2015       | Toronto             | Canadá                 | Air Canada Centre                          | 14 278 / 14 278 (100%)   | $798 615    |      |
| 7 de junio de 2015       | Hopewell            | Estados Unidos         | Marvin Sands Performing Arts Center        | —                        | —           |      |
| 9 de junio de 2015       | Des Moines          | Estados Unidos         | Wells Fargo Arena                          | —                        | —           |      |
| 10 de junio de 2015      | Sioux Falls         | Estados Unidos         | Denny Sanford Premier Center               | 10 657 / 10 657 (100%)   | $625 543    |      |
| 12 de junio de 2015      | Winnipeg            | Canadá                 | MTS Centre                                 | —                        | —           |      |
| 13 de junio de 2015      | Regina              | Canadá                 | Brandt Centre                              | —                        | —           |      |
| 14 de junio de 2015      | Edmonton            | Canadá                 | Rexall Place                               | —                        | —           |      |
| 16 de junio de 2015      | Saskatoon           | Canadá                 | SaskTel Centre                             | —                        | —           |      |
| 17 de junio de 2015      | Calgary             | Canadá                 | Scotiabank Saddledome                      | —                        | —           |      |
| 19 de junio de 2015      | Vancouver           | Canadá                 | Rogers Arena                               | —                        | —           |      |
| 20 de junio de 2015      | Portland            | Estados Unidos         | Moda Center                                | —                        | —           |      |
| 23 de junio de 2015      | San Diego           | Estados Unidos         | San Diego Sports Arena                     | —                        | —           |      |
| 24 de junio de 2015      | Los Ángeles         | Estados Unidos         | Hollywood Bowl                             | —                        | —           |      |
| 25 de junio de 2015      | Los Ángeles         | Estados Unidos         | Hollywood Bowl                             | —                        | —           |      |
| 26 de junio de 2015      | Berkeley            | Estados Unidos         | Hearst Greek Theatre                       | —                        | —           |      |
| 29 de junio de 2015      | Morrison            | Estados Unidos         | Red Rocks Amphitheatre                     | —                        | —           |      |
| 30 de junio de 2015      | Morrison            | Estados Unidos         | Red Rocks Amphitheatre                     | —                        | —           |      |
| 2 de julio de 2015       | Noblesville         | Estados Unidos         | Klipsch Music Center                       | —                        | —           |      |
| 3 de julio de 2015       | Milwaukee           | Estados Unidos         | Marcus Amphitheater                        | Festival                 | Festival    |      |
| Europa                   |                     |                        |                                            |                          |             |      |
| 10 de julio de 2015      | Londres             | Reino Unido            | Estadio de Wembley                         | 229 725 / 229 725 (100%) | $18,008,988 |      |
| 11 de julio de 2015      | Londres             | Reino Unido            | Estadio de Wembley                         | 229 725 / 229 725 (100%) | $18,008,988 |      |
| 12 de julio de 2015      | Londres             | Reino Unido            | Estadio de Wembley                         | 229 725 / 229 725 (100%) | $18,008,988 |      |
| 24 de julio de 2015      | Dublín              | Irlanda                | Croke Park                                 | 162 208 / 162 208 (100%) | $11 590 800 |      |
| 25 de julio de 2015      | Dublín              | Irlanda                | Croke Park                                 | 162 208 / 162 208 (100%) | $11 590 800 |      |
| Norteamérica             |                     |                        |                                            |                          |             |      |
| 3 de septiembre de 2015  | Houston             | Estados Unidos         | BBVA Compass Stadium                       | —                        | —           |      |
| 5 de septiembre de 2015  | Frisco              | Estados Unidos         | Estadio Toyota                             | —                        | —           |      |
| 8 de septiembre de 2015  | Orlando             | Estados Unidos         | Amway Center                               | 13 638 / 13 638 (100%)   | $898 415    |      |
| 9 de septiembre de 2015  | Miami               | Estados Unidos         | AmericanAirlines Arena                     | —                        | —           |      |
| 10 de septiembre de 2015 | Tampa               | Estados Unidos         | St. Pete Times Forum                       | 12 598 / 12 598 (100%)   | $747 953    |      |
| 12 de septiembre de 2015 | Atlanta             | Estados Unidos         | Philips Arena                              | 13 551 / 13 551 (100%)   | $834 508    |      |
| 13 de septiembre de 2015 | Nashville           | Estados Unidos         | Bridgestone Arena                          | 15 754 / 15 754 (100%)   | $905 096    |      |
| 15 de septiembre de 2015 | Saint Paul          | Estados Unidos         | Xcel Energy Center                         | —                        | —           |      |
| 16 de septiembre de 2015 | Tinley Park         | Estados Unidos         | First Midwest Bank Amphitheatre            | —                        | —           |      |
| 17 de septiembre de 2015 | Cincinnati          | Estados Unidos         | Riverbend Music Center                     | —                        | —           |      |
| 18 de septiembre de 2015 | Cuyahoga Falls      | Estados Unidos         | Blossom Music Center                       | —                        | —           |      |
| 20 de septiembre de 2015 | Toronto             | Canadá                 | Air Canada Centre                          | —                        | —           |      |
| 22 de septiembre de 2015 | Washington D. C.    | Estados Unidos         | Verizon Center                             | 23 484 / 23 484 (100%)   | $1 464 570  |      |
| 23 de septiembre de 2015 | Washington D. C.    | Estados Unidos         | Verizon Center                             | 23 484 / 23 484 (100%)   | $1 464 570  |      |
| 25 de septiembre de 2015 | Foxborough          | Estados Unidos         | Gillette Stadium                           | —                        | —           |      |
| Oceanía                  |                     |                        |                                            |                          |             |      |
| 28 de noviembre de 2015  | Brisbane            | Australia              | Suncorp Stadium                            | —                        | —           |      |
| 2 de diciembre de 2015   | Perth               | Australia              | Nib stadium                                | —                        | —           |      |
| 5 de diciembre de 2015   | Melbourne           | Australia              | AAMI Park                                  | —                        | —           |      |
| 6 de diciembre de 2015   | Melbourne           | Australia              | AAMI Park                                  | —                        | —           |      |
| 9 de diciembre de 2015   | Sídney              | Australia              | Sydney Football Stadium                    | —                        | —           |      |
| 12 de diciembre de 2015  | Auckland            | Nueva Zelanda          | Mount Smart Stadium                        | —                        | —           |      |
| Total                    | Total               | Total                  | Total                                      | 1,341,324 / 1,347,906    | $82,925,895 |      |